# ダルマティア属州

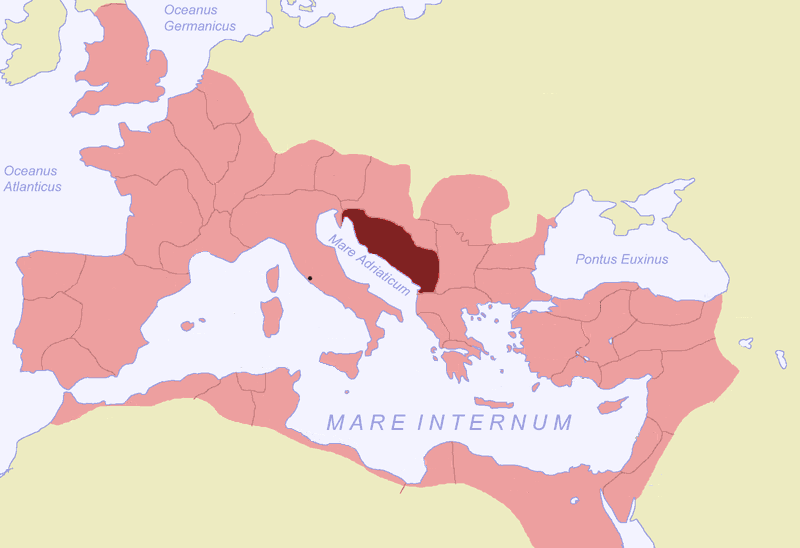
ダルマティア属州の位置

ダルマティア属州（ダルマティアぞくしゅう、ラテン語: Provincia Dalmatia）は、紀元前32年から紀元前27年頃にアドリア海東岸（バルカン半島西部）に設立された古代ローマ（ローマ帝国）の属州。現在のアルバニア、クロアチア、ボスニア・ヘルツェゴビナ、モンテネグロおよびセルビア各国の領土にまたがっており、現在ダルマチア地方と呼ばれる地域より相当広い領域であった。“ダルマティア”という名前は、この地に古くから住んでいたイリュリア人のことをダルマタエ（Dalmatae）人と呼んでいたことに因んでいる。
紀元前220年から紀元前168年にかけてのイリュリア戦争の結果、イリュリア王国領の南半分は共和政ローマの保護領となり、その後周辺領域を加え紀元前32年から紀元前27年頃にはイリュリクム属州となった。紀元6年から9年にパンノニア族とダルマティア族が反乱を起こしたがローマ帝国に鎮圧され、10年にイリュリア属州は南北に2分割され北側にはパンノニア属州、南側にはダルマティア属州が設立された。
ダルマティア属州はアドリア海沿岸部から、ディナル・アルプス山脈を含む内陸までの領域とされた。ドイツの歴史家テオドール・モムゼンはその著書の中で、ダルマティア属州は完全にローマ化され、4世紀には内陸部も含めてあらゆる地域でラテン語が共通語となっていたとしている。これに対してクロアチアの歴史家アレクサンデル・スティプチェビッチは、発掘結果からはローマ化の度合いは地域によりばらばらであり、概してアドリア海沿岸部や大きな町ではローマ化の度合いが進んでいて、それ以外の地方部ではそれほどでもなかったと主張しており、土着のイリュリア人たちはラテン語ではなく彼らの伝統的言語を使い続ける者も多く、土着神への信仰や伝統文化も捨てなかったとする。
ダルマティア属州はディオクレティアヌス帝（在位 284年 - 305年）の出身地であり、また隠棲の地（サロナのディオクレティアヌス宮殿。現 スプリト）でもある。
476年に西ローマ帝国が崩壊した後の民族移動時代、この地域はゴート族の支配下に置かれた。その後535年にユスティニアヌス1世がこの地域を東ローマ帝国に組み込んだ。

## 主要都市
北から南に列挙

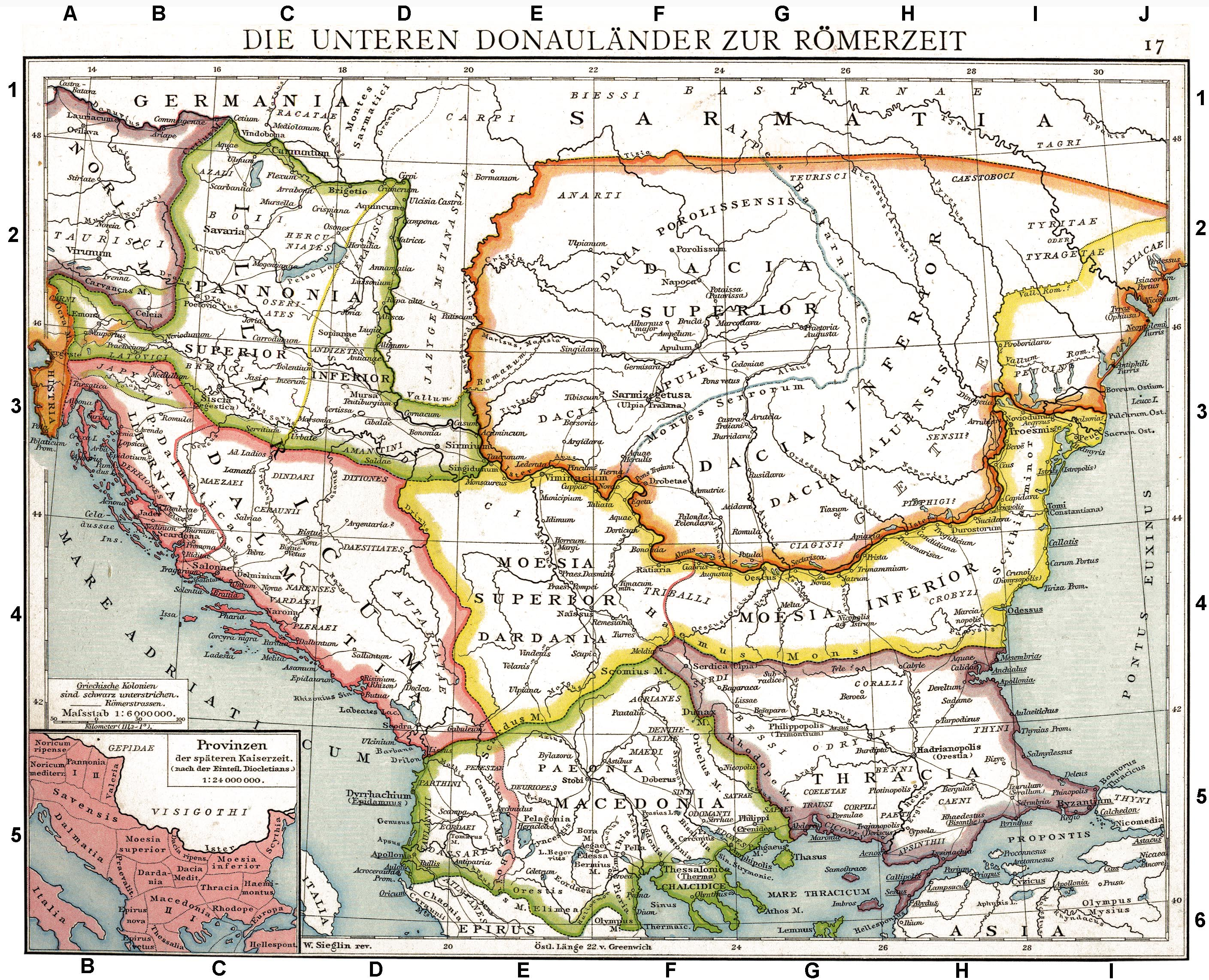
帝政ローマ時代のバルカン半島の地図

- タルサティカ Tarsatica （現 リエカ）
- ヤデル Jader （現 ザダル）
- ブルナム Burnum
- スカルドナ Scardona （現 Skradin，シベニク近郊）
- トラグリウム Tragurium （現 トロギル）
- サロナ Salona （現 ソリン，スプリト近郊）：属州都
- アスパーラトス Aspálathos （現 スプリト）
- ナロナ Narona
- エピダルム Epidaurum
- アクルヴィウム Acruvium （現 コトル）
- スコドラ Scodra （現 シュコドラ）